# Eurovision Young Dancers 1997
Het Eurovision Young Dancers 1997 was de zevende editie van het dansfestival en de finale werd op 17 juni 1997 gehouden in het Theatr Musyczny in Gdynia. Het was de eerste keer dat Polen het dansfestival organiseerde.

## Deelnemende landen
Twaalf landen namen aan deze editie van het Eurovision Young Dancers deel. Letland en Slowakije namen voor het eerst deel.

## Jury
Maya Plisetskaya
/ Gigi Caciuleanu
 Paola Cantalupo
 Katarzyna Gdaniec
 Uwe Scholz
 Gösta Svalberg
 Heinz Spoerli

## Overzicht

### Finale
| Plaats | Land      | Artiest                                       |
| ------ | --------- | --------------------------------------------- |
| 1      | Spanje    | Antonio Carmena San José                      |
| 2      | België    | Alain Honorez                                 |
| 3      | Zweden    | Tim Matiakis                                  |
| -      | Finland   | Salla Suominen                                |
| -      | Letland   | Viktorija Janson                              |
| -      | Polen     | Magdalena Dzięgielewska & Bartosz Anczykowski |
| -      | Slowakije | Roman Lazik                                   |

### Halve finale
| Land        | Artiest                                       | Resultaat      |
| ----------- | --------------------------------------------- | -------------- |
| België      | Alain Honorez                                 | gekwalificeerd |
| Cyprus      | Carolina Constantinou                         | uit            |
| Duitsland   | Valentina Scaglia                             | uit            |
| Estland     | Mari Savitski                                 | uit            |
| Finland     | Salla Suominen                                | gekwalificeerd |
| Griekenland | Nefeli Markaki                                | uit            |
| Hongarije   | Gabor Kapin                                   | uit            |
| Letland     | Viktorija Janson                              | gekwalificeerd |
| Polen       | Magdalena Dzięgielewska & Bartosz Anczykowski | gekwalificeerd |
| Slovenië    | Ana Klasnja                                   | uit            |
| Slowakije   | Roman Lazik                                   | gekwalificeerd |
| Spanje      | Antonio Carmena San José                      | gekwalificeerd |
| Zweden      | Tim Matiakis                                  | gekwalificeerd |

## Wijzigingen

Deelnemende landen
Landen die in het verleden deelgenomen hebben
Landen die zich niet voor de finale kwalificeerden

### Debuterende landen
- Letland
- Slowakije

### Terugkerende landen
- Estland

### Terugtrekkende landen
- Frankrijk
- Noorwegen
- Oostenrijk
- Rusland
- Zwitserland

## Terugkerende artiesten
Carolina Constantinou doet voor de tweede keer op rij mee voor Cyprus. Hiermee is ze de tweede Cypriotische artiest(e) die meermaals deelneemt.
| Land   | Artiest               | Eerdere deelname |
| ------ | --------------------- | ---------------- |
| Cyprus | Carolina Constantinou | Cyprus 1995      |